# Dero Goi
Dero Goi (født 16. april 1970 i Wolfsburg i Tyskland) er sanger og sangskriver i industrial-metal-bandet, Oomph!, et tysk heavy-band. Han er frontfigur i bandet. Han er kendt for sin vilde rolle som fjollehovedet og frontfiguren.

## Inspiration
Han er meget inspireret af mange forskellige bands, som Elvis Presley, AC/DC, KoRn, KISS, Depeche Mode, ABBA og flere. Han valgte at blande dem sammen og tog nogle forskellige ting fra de grupper og brugte dem i sin egen gruppe. Musikken har han taget fra KoRn, sang-melodierne er mest fra KISS, men med imaget fra nogle ældre kunstnere, og det er blevet til "Oomph!"